# Manfred Kastl
Manfred Kastl (ur. 23 września 1965 w Norymberdze) – niemiecki piłkarz grający na pozycji napastnika.

## Kariera piłkarska
Mmanfred Kastl karierę piłkarską rozpoczął w Greuther Fürth. Następnie w 1986 roku został zawodnikiem Hamburgera SV, w barwach którego zadebiutował w Bundeslidze dnia 6 września 1986 roku w przegranym meczu wyjazdowym 1:3 z Bayernem Monachium, zastępując w 53. minucie Heinza Gründela, z którym w debiutanckim sezonie został wicemistrzem Niemiec oraz zdobył Puchar Niemiec.
W sezonie 1988/1989 reprezentował barwy Bayeru 04 Leverkusen. W 1989 roku został zawodnikiem VfB Stuttgart, z którym w sezonie 1991/1992 zdobył mistrzostwo Niemiec. Po tym sukcesie odszedł do SSV Ulm 1846, a w 1993 roku został zawodkiem VfR Pforzheim, gdzie w 1994 roku w wieku zaledwie 29 lat zakończył piłkarską karierę.

## Kariera reprezentacyjna
Manfred Kastl w 1987 roku rozegrał jeden mecz w reprezentacji RFN U-21.

## Po zakończeniu kariery
Manfred Kastl w 1991 roku kupił hotel, który w 1995 roku doprowadził do bankructwa. Potem zbudował hotel w prywatnym domu opieki Haus Kastl. We wrześniu 2004 roku w Czechach brał udział w poważnym wypadku samochodowym, w którym samochód uderzył w drzewo. Kierowca zginął na miejscu, a Kastl, który był pasażerem, poniósł liczne złamania i był w śpiączce przez 17 dni. Od tego czasu zmaga się ze stopniem niepełnosprawności.
W 2008 roku hotel Kastla przeszedł bankructwo. W czerwcu stwierdzono, że był on pobierał w tym czasie zasiłek dla bezrobotnych.
W maju 2013 roku został kierownikiem drużyny SK Lauf.

## Sukcesy piłkarskie

### Hamburger SV
- Wicemistrzostwo Niemiec: 1987
- Puchar Niemiec: 1987

### VfB Stuttgart
- Mistrzostwo Niemiec: 1992